# Jiří Kavan
Jiří Kavan (11. prosince 1943 – 14. června 2010, Olomouc) byl český házenkář, bývalý československý reprezentant.
Byl členem českého reprezentačního týmu, který se zúčastnil Letních olympijských her v letech 1972 v Mnichově a 1976 v Montrealu. Z Mnichova si odvezl stříbrnou olympijskou medaili, když hrál ve všech 6 zápasech československého týmu a vstřelil 15 branek.